# Marmosa de l'Argentina
La marmosa de l'Argentina (Thylamys sponsorius) és una espècie d'opòssum de la família dels didèlfids. Viu als vessants orientals dels Andes al nord de l'Argentina i el sud de Bolívia.